# Ellex

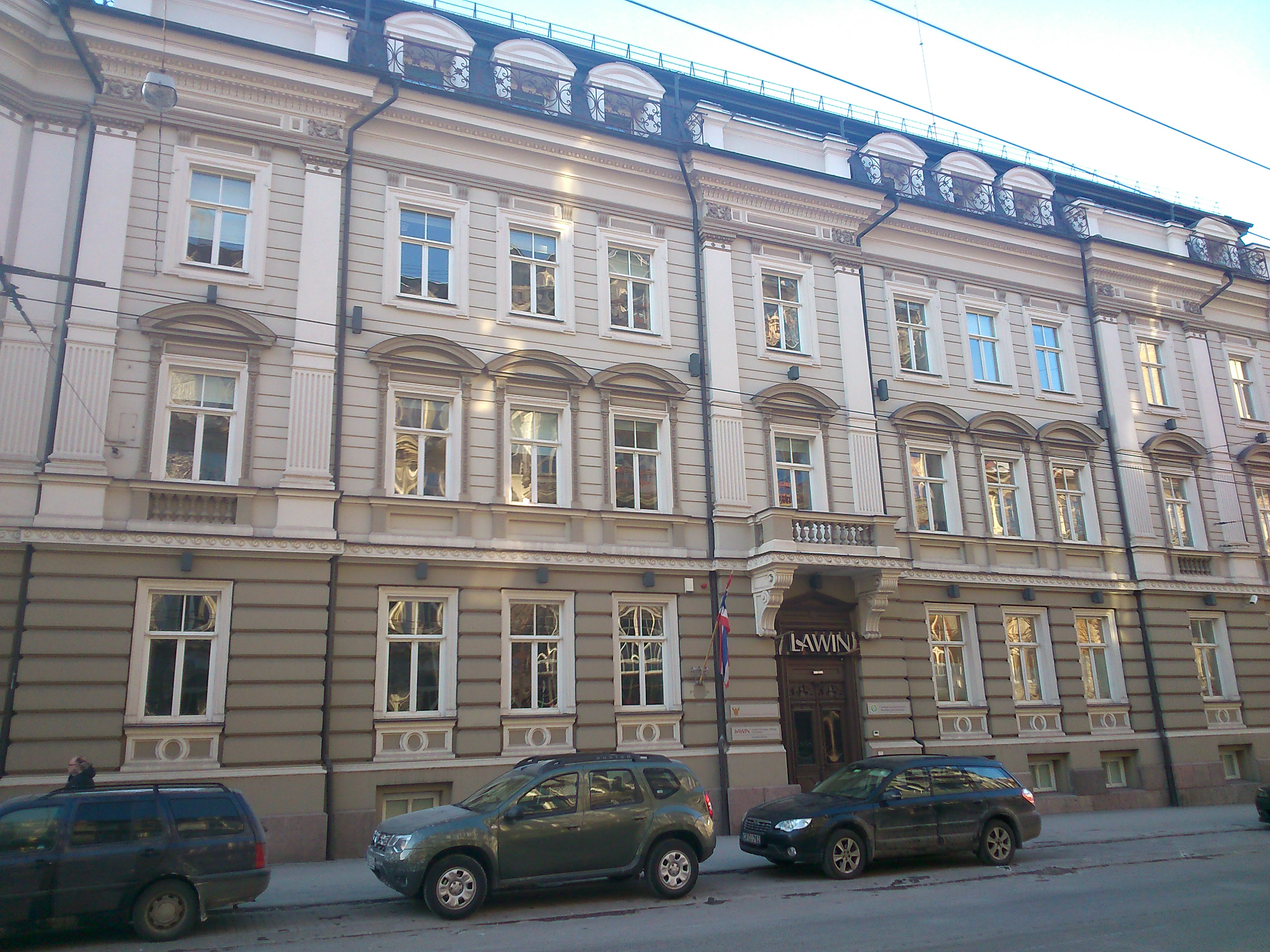
Sitz der Anwaltskanzlei „Valiūnas Ellex“ in Vilnius, Litauen

Ellex ist  mit 250 Juristen und insgesamt 288 Mitarbeitern (Stand: 2017) die größte Anwaltskanzlei-Gruppe im Baltikum eine der größten Law Firm in Osteuropa. Die Fachrichtung der Kanzlei ist Wirtschaftsrecht.  „Ellex“ bilden „Klavins Ellex“ in Lettland,  „Raidla Ellex“ (Estland) und „Valiunas Ellex“ (Litauen).

## Geschichte

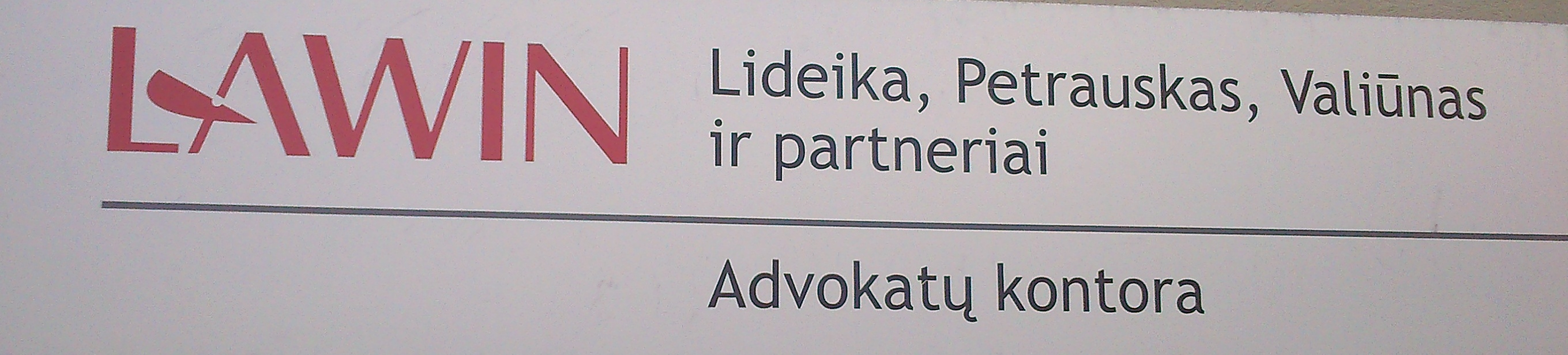
Logo

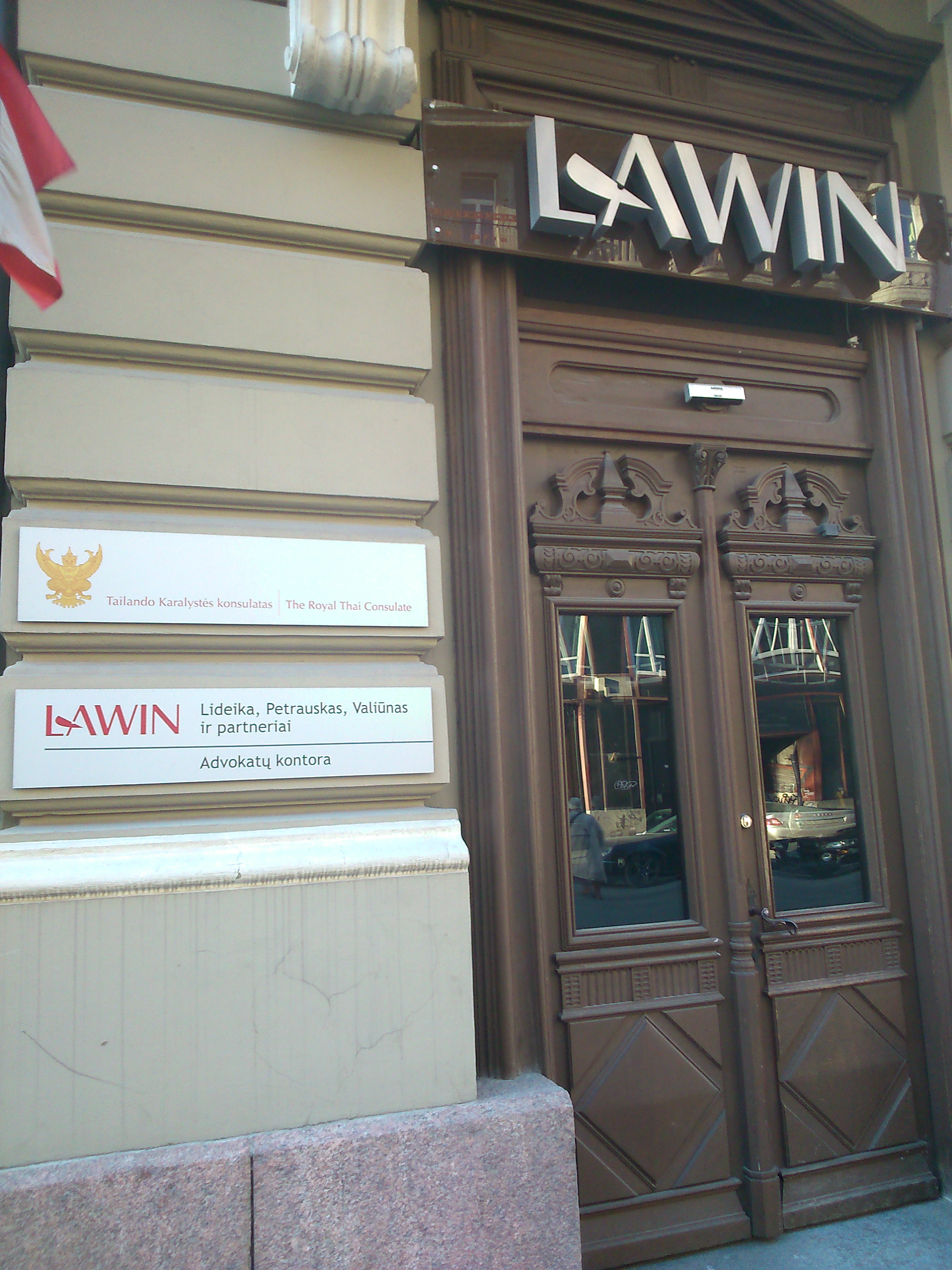
Eingang

### LAWIN
1992 schlossen sich die drei Rechtsanwälte Raimundas Lideika, Arūnas Petrauskas und Rolandas Valiūnas zusammen und gründeten eine Kanzlei. 2004 bildeten die Kanzleien Lideika, Petrauskas, Valiūnas ir partneriai, Klavins & Slaidins in Lettland und Lepik & Luhaäär in Estland die LAWIN Gruppe. 2005 wurde Lideika, Petrauskas, Valiūnas ir partneriai zu Lideika, Petrauskas, Valiūnas ir partneriai LAWIN (analogisch auch lettische und estnische Kanzleien).
2010 arbeiteten bei der damaligen LAWIN-Gruppe in Litauen, Lettland und Estland insgesamt über 150 Juristen. Die Gruppe wird von drei nationalen Anwaltskanzleien gebildet: LAWIN Lideika, Petrauskas, Valiūnas ir partneriai (in Litauen), Klavins & Slaidins LAWIN (in Lettland) und Lepik & Luhaäär LAWIN (in Estland). Partner von Lideika, Petrauskas, Valiūnas ir partneriai LAWIN waren ab 2011: Dovilė Burgienė, Jaunius Gumbis, Vitoldas Kumpa, Tomas Milašauskas, Raimundas Lideika, Arūnas Petrauskas, Ramūnas Petravičius, Gediminas Rečiūnas, Giedrius Stasevičius, Vilija Vaitkutė Pavan, Rolandas Valiūnas und Žilvinas Zinkevičius.

### Ellex
Seit 2015 firmieren die drei baltischen Anwaltskanzleien unter Ellex-Namen. Die neue Gruppe wird vom Rechtsanwalt Rolandas Valiūnas geleitet. Geschäftsführende Partner sind Rolandas Valiūnas (Litauen), Filip K. Klavins (Lettland), Toomas Vaher / Juri Raidla (Estland). 2015 gab es 158 Juristen (91 in Litauen), davon 31 Partner (15 in Litauen). Die Arbeitssprachen sind vorwiegend Englisch, daneben Russisch, Französisch, Deutsch, Litauisch, Lettisch und Estnisch.

### Ehemalige Mitarbeiter
Ehemalige Mitarbeiter des Unternehmens sind unter anderem
- Gintautas Bartkus (* 1966), ehemaliger litauischer  Justizminister
- Vesta Kasputė (* 1984), Schachspielerin (WFM) und Wirtschaftsjuristin
- Šarūnas Keserauskas (* 1975), Chef der litauischen Wettbewerbsbehörde
- Julius Pagojus (* 1987), litauischer  Vizejustizminister
- Vitas Vasiliauskas (* 1973), Leiter der Litauischen Bank, ehemaliger Vizefinanzminister

## Mitarbeiter
Mitarbeiter der Kanzlei sind unter anderem
- Egidijus Baranauskas (* 1967), Associate Partner, Professor der MRU
- Jaunius Gumbis (* 1968), Partner und Honorarkonsul
- Mindaugas Kiškis (* 1975), Associate Partner, Professor der MRU
- Vytautas Mizaras (* 1974), Partner,  Urheberrechtler, Professor der Universität Vilnius